# Projeto Negro

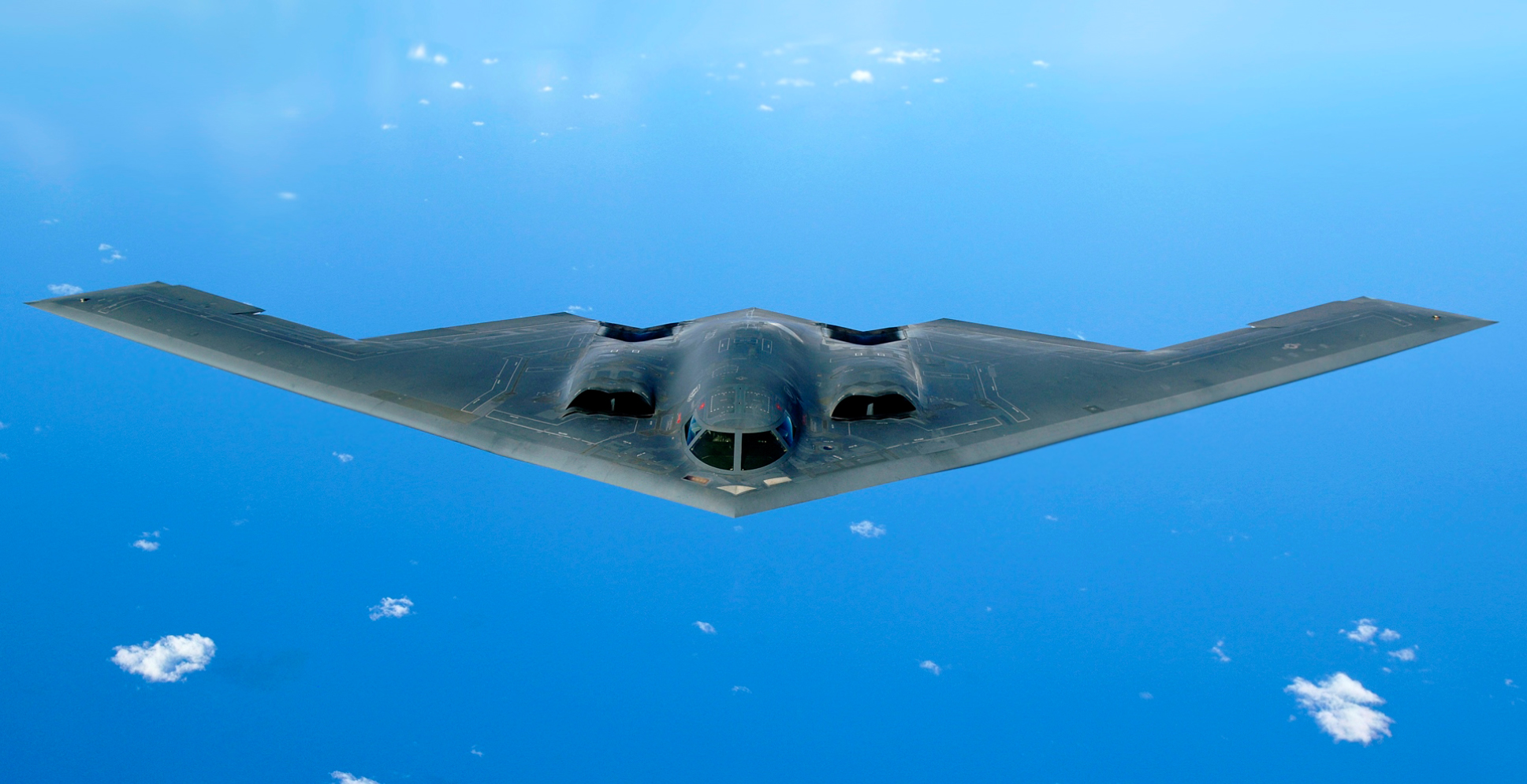
B-2 Spirit

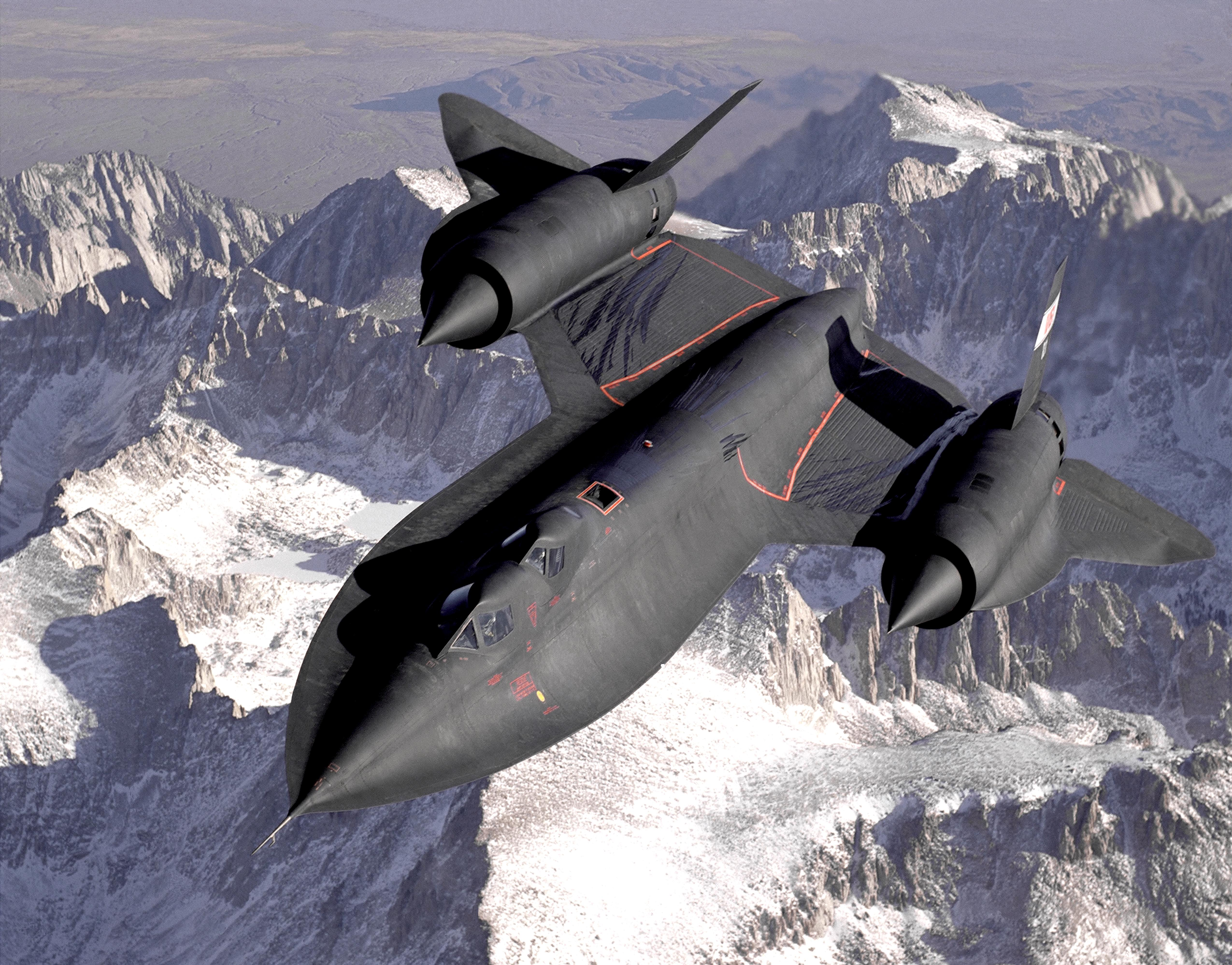
Lockheed SR-71 Blackbird

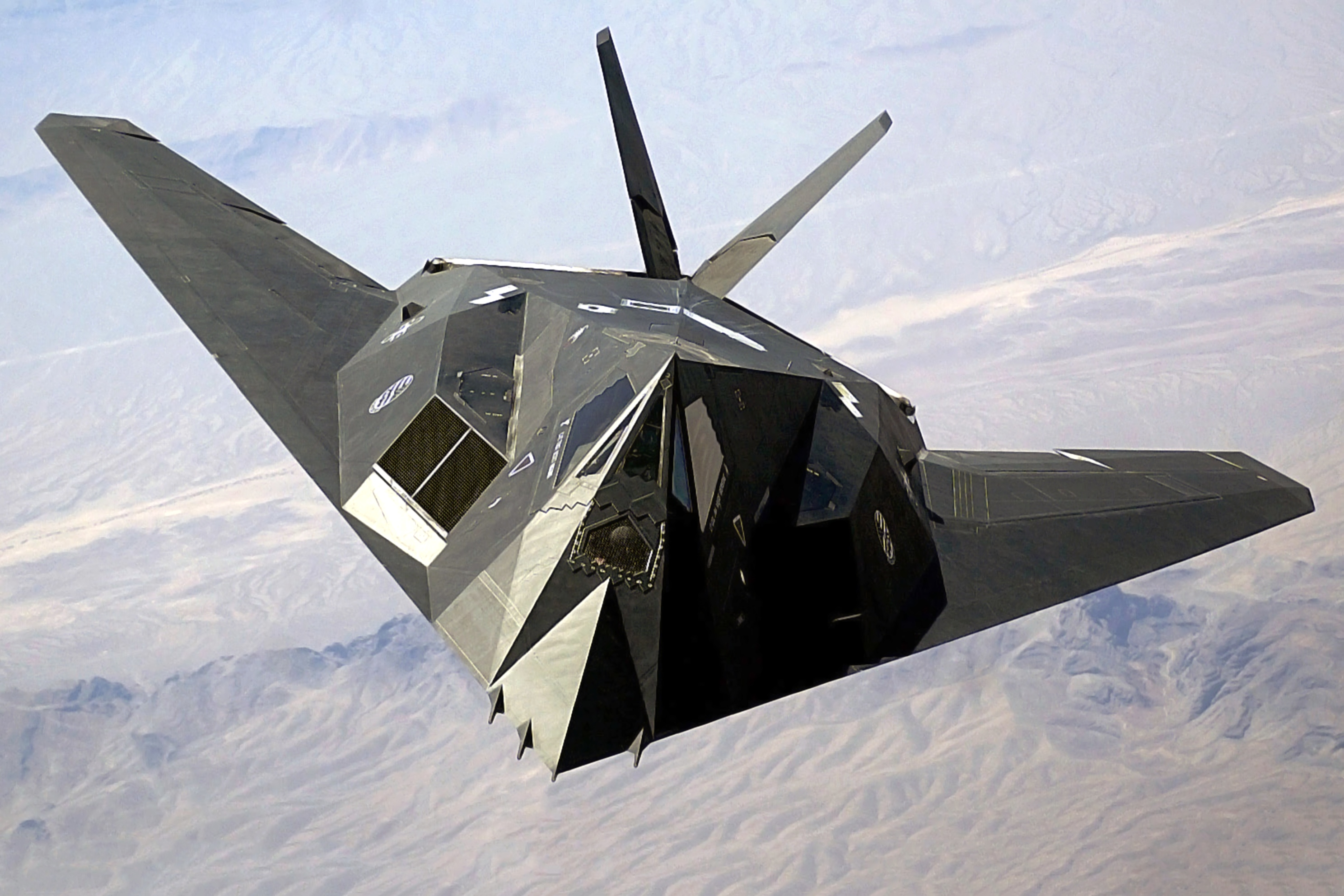
F-117 Nighthawk

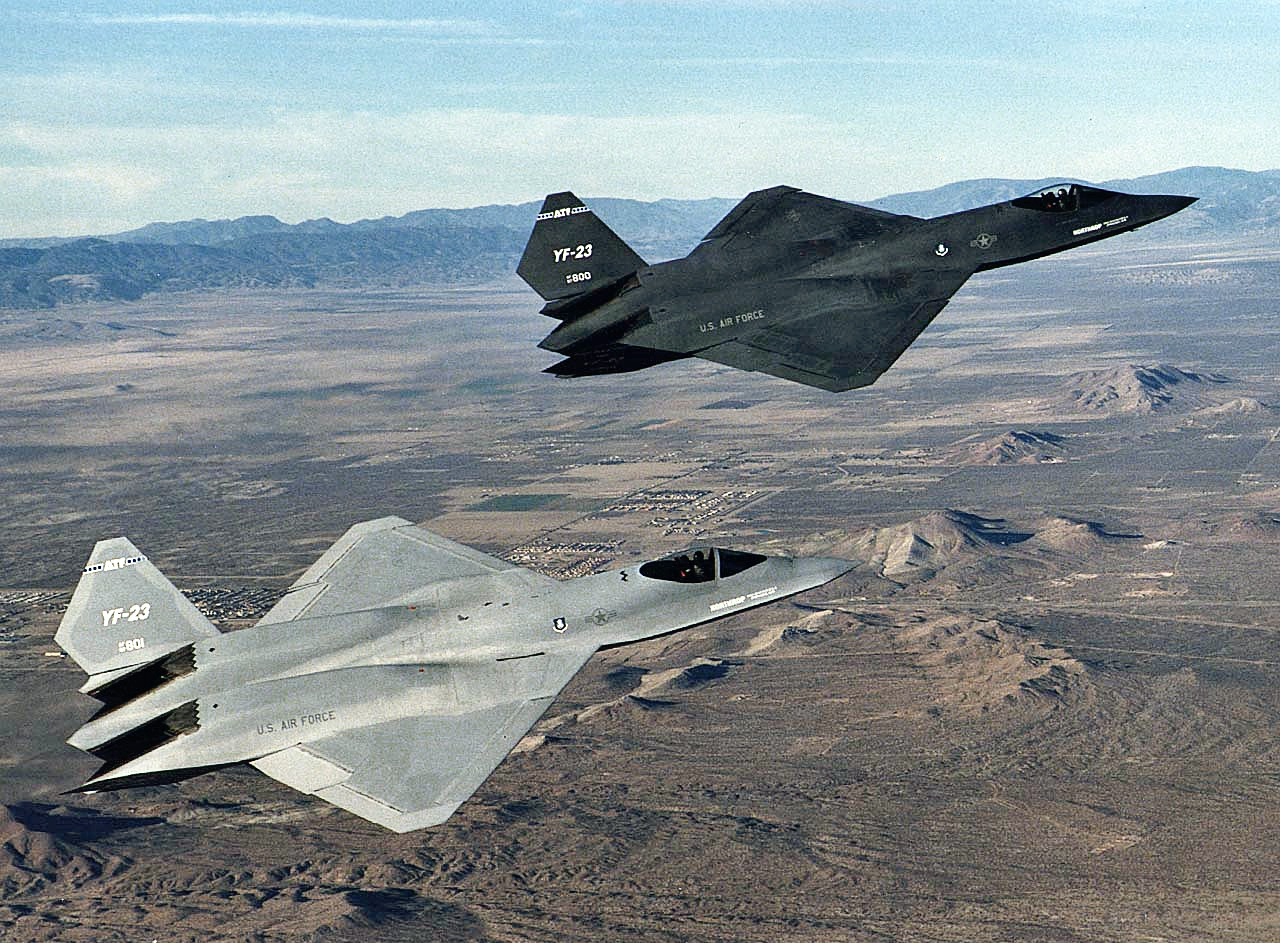
Dois Northrop YF-23

Projetos Negros, do inglês Black Projects, são projetos de defesa militar secretos dos Estados Unidos não reconhecidos pelo governo, militares ou construtoras de aviões de defesa. Exemplos similares de aviões militares dos Estados Unidos desenvolvidos como projetos negros são o Lockheed F-117 Nighthawk e o bombardeiro stealth B-2 Spirit, que já foram classificados como negados e inacessíveis ao público.

## Publicações legais
Os programas negros foram criticados por violar os ingressos e a cláusula de gastos da Constituição dos Estados Unidos. O artigo 1 da mesma, na seção 9, cláusula 7, requer que o governo publique "uma declaração regular e pública".

### Publicações pressupostas
Como parte desses programas negros são revelados, os críticos afirmam que a prática viola a Constituição dos Estados Unidos. Parcialmente para dissuadi-los, o Departamento de Defesa deixa de lado uma parte grande de sua prestação de conta anual intitulando de "pressuposto negro". Esse dinheiro, como é alegado, é dividido em partes sem revelar os projetos negros, de modo que um registro desse dinheiro público é gasto totalmente mesmo sem estar previamente disponível. O Projeto Montauk, considerado por todos, exceto pelos teóricos da conspiração, como fictício, conforme se dizia, era financiado por milhões de dólares oriundos do ouro confiscado dos nazistas.

## Projetos negros antes secretos
- O bombardeiro stealth B-2 Spirit
- O avião Boeing Bird of Prey
- O caça stealth F-117 Nighthawk
- O satélite KH-11
- O avião de reconhecimento SR-71 Blackbird
- O avião espião Lockheed U-2
- Lockheed Martin Polecat
- O avião experimental Northrop Tacit Blue
- O caça YF-23A
- Operation Cyclone[1]

## Projetos negros atuais
- SR-91 Aurora - Avião hipersônico ultrassecreto
- KH-13 - Satélite espião
- RQ-3 DarkStar - Avião de reconhecimento de grande altitude
- Lockheed Martin SR-72 - novo projeto de avião espião atualmente em desenvolvimento pela Lockheed Martin. Esse novo avião não será tripulado e alcançará a velocidade hipersônica. Será o sucessor do famoso Lockheed SR-71 Blackbird. A futura aeronave voará a Mach 6, atingindo a velocidade de 7.350 km/h.
- TR-6 TELOS (Transatmospheric Electrogravetic Low Observation Surveillance Platform) (Plataforma de Vigilância de Baixa Observação Eletrogravética Transatmosférica). O TR-6 TELOS é um projeto de uma asa voadora gigantesca que utilizaria 5 geradores eletrogravéticos que dariam capacidade de decolagem vertical e poderia decolar sem usar uma pista. A hipotética aeronave possuiria trem de pouso, mas utilizado apenas para movimentação no solo. As asas poderiam ser dobradas para guardar a aeronave em um hangar comum.